# Acrilato de n-pentila
Acrilato de n-pentila é o composto químico orgânico de fórmula C8H14O2, com massa molecular de 142,2 , também chamado de 2-propenoato de pentila, pentilacrilato, acrilato de n-amila, sendo o éster do ácido acrílico do 1-pentanol. Possui ponto de ebulição de 47-48°C a 7mm. É classificado com o número CAS 2998-23-4 e MOL File 2998-23-4.mol. Possui densidade de 0,892 g/cm3.